# Stai con me (film)
Stai con me è un film del 2004 diretto da Livia Giampalmo.

## Trama
Due giovani sposi diventano presto genitori di due gemelli. Si apre per loro un mondo fatto di casa, bambini e soldi che non bastano mai, Nanni si sente stretto in una morsa che schiaccia le sue aspirazioni come attore. Chiara sorprenderà Nanni con un'altra donna.